# Шехеразада (балет)
Шехераза́да (Шахереза́да) — балет по сюжету сказки «Тысяча и одна ночи» «О царе Шахриаре и его брате», повествующей о красноречии царевны Шахерезады, освободившей от смерти молодых жён Шахрияра.
Балет поставил Михаил Фокин на музыку симфонической сюиты Николая Андреевича Римского-Корсакова «Шехеразада»
Премьера состоялась 4 июня 1910 года в Гранд-опера, и создан спектакль был в «Русских сезонах» Сергея Дягилева.
Декорации и костюмы были исполнены художником Львом Бакстом, занавес был выполнен в мастерских по эскизам художника В. А. Серова, художник-исполнитель Б. И. Анисфельд. Дирижёр Н. Н. Черепнин. Первой исполнительницей Зобеиды стала — Ида Рубинштейн, раба Зобеиды исполнял Вацлав Нижинский, в партии Шахриара — А. Д. Булгаков.
Эскизы сценических костюмов для «Шехеразады» создавал также французский художник Жорж Барбье
Мелодичные и певучие восточные темы Римского-Корсакова проходят через весь балет. В музыке слышится шум морского прибоя, весёлый праздник в Багдаде и кантиленная, слово сам рассказ Шехеразады, мелодия. Сама му́зыка рассказывает восточную сказку и имеет рондообразную форму.
14 июня 1911 года в Нью-Йорке балетмейстер Ф. М. Козлов перенёс балет Фокина на артистов Русского имперского балета «Уинтер Гарден», но уже с другими декорациями, выполненными художниками Г. И. Головым, В. В. Дьячковым, И. Науйокайтис, О. Лебедевой, и костюмами М. де Мёлль.
Последний раз Ида Рубинштейн танцевала Зобеиду 4 мая 1919 года в Гранд-опера на благотворительном вечере в пользу русских беженцев, пострадавших от большевиков.
|                                                                      |
| Эскиз костюма Синей султанши к балету «Шехеразада», Леон Бакст, 1910 |

## Возобновление в России

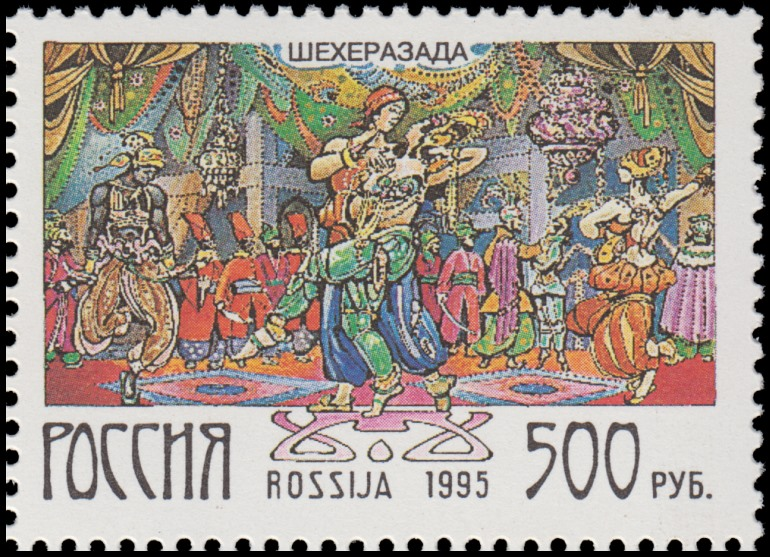
Почтовая марка 1995 год

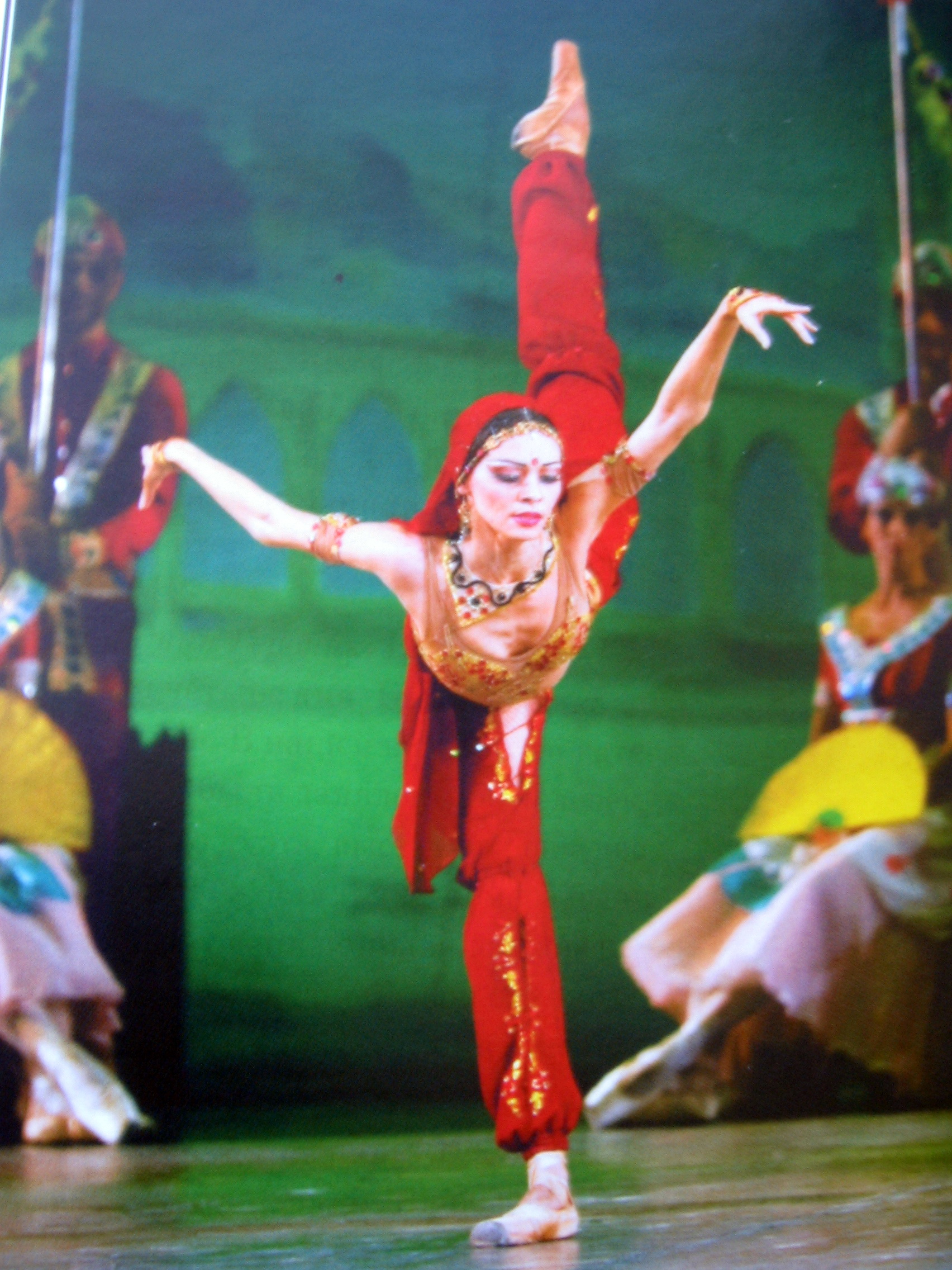
Зобеида в исполнении Марины Вежновец

5 января 1993 года Изабель Фокина и Андрис Лиепа возобновили спектакль Фокина с декорациями Бакста, восстановленными по его эскизам художниками Анотолием и Анной Нежными. Дирижёр А. Н. Чистяков. В роли Зобеиды — Илзе Лиепа, Негр — Виктор Яременко, Шахрияр — Михаил Лавровский
Эта постановка произошла благодаря поддержке нового фонда «Дягилевъ центръ»
C 26 мая 1994 года «Шехеразада» официально вошла в репертуар Мариинского театра.
«Шехеразада» была экранизирована и многократно показывалась в телевизионных эфирах в фильме «Возвращение Жар-птицы», включающим ещё два балета Фокина — «Жар Птица» и «Петрушка».
Балет «Шехеразада» был показан на сцене Михайловского театра с участием Ирмы Ниорадзе (Мариинский театр) и Николая Цискаридзе (Большой театр).
В 1906 году Дягилев вывез во Францию „Выставку Русского портрета“, 1907 год — стал музыкальным сезоном, когда впервые выехали Скрябин, Римский-Корсаков и Фёдор Шаляпин. А в сезоне 1908/1909 появился балет, покоривший всю европейскую публику, и с этого началось торжественное шествие русской культуры по Западной Европе.
Я считаю, „Русские сезоны. XXI век“ — это продолжение того триумфального шествия русского искусства, начатого когда-то Сергеем Дягилевым. Влияние, которое дягилевские сезоны оказали на развитие европейского искусства в целом, переоценить просто невозможно». — А. М. Лиепа
С 2001 года одноактный балет «Шехеразада» на музыку Римского-Корсакова в репертуаре Национальной оперы Украины имени Т. Г. Шевченко.
На сцене киевского театра балет был поставлен впервые, либретто и хореография Михаила Фокина, постановка Виктора Ярёменко, оформление Марии Левитской. Первые исполнители: Зобеида — Е.Филипьева, Т. Билецкая, Золотой раб — М. Чепик, Е. Кайгородов, Шахрияр — Д. Клявин, Шахземан — В. Чуприн, Евнух — Е. Карцов.
В октябре 2008 года Андрис Лиепа представил на сцене Кремлёвского дворца балет «Шехеразада» к столетию дягилевских «Русских сезонов».

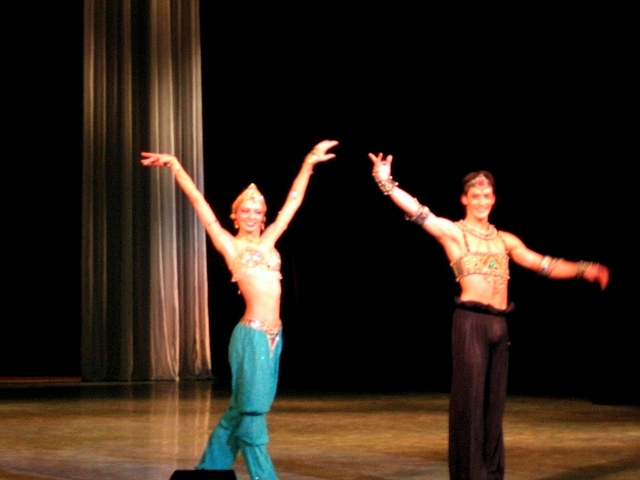
На сцене Большого театра оперы и балета Республики Беларусь дуэт из «Шехеразады» исполняют Марина Вежновец и Юрий Ковалёв

В феврале 2011 года балет «Шехеразада» привезли в Ростов-на-Дону.
А в марте 2011 года балет увидел искушённый парижский зритель.
9 ноября 2011 года Андрис Лиепа перенёс фокинский балет на сцену Большого театра оперы и балета Республики Беларусь.

## Другая Шехеразада
Одноактный балет «Шехеразада» в четырёх картинах на музыку Н. А. Римского-Корсакова ставился и другими балетмейстерами, среди постановок:
16 декабря 1923 года балетмейстер Л. А. Жуков поставил балет в Большом театре с М. Р. Рейзен в главной партии.
Оформил спектакль художник М. М. Сапегин, дирижировал Н. С. Голованов. Партию Шаха исполнял Булгаков, Князя — Жуков
Также балет поставили на сцене театра имени Станиславского и Немировича-Данченко в новогодний военный вечер — 31 декабря 1944 года по либретто Н. Д. Волкова. Балетмейстер — В. П. Бурмейстер, художник Б. И. Волков, дирижёр С. А. Самосуд. В роли Синдбада — А. А. Клейн, Гюльнары — М. С. Сорокина, Визиря — А. Р. Томский, Военачальника — А. С. Тольский (Холфин). В 1959 году спектакль возобновили на сцене театра.
17 июня 1950 года балет по сценарию А. Г. Хандамировой был поставлен в ленинградском Малом театре балетмейстером Н. А. Анисимовой. Художник — Симон Багратович Вирсаладзе, дирижёр — Э. П. Грикуров. В главной партии Шехеразады — Т. Н. Успенская, Шахрияра — В. А. Поплавокий, Фстны — Н. Р. Мириманова, Фариза — Н. Л. Морозов. В 1969 году спектакль был возобновлён.
С 17 сентября 2004 года спектакль на музыку Римского-Корсакова есть в репертуаре Ростовского музыкального театра.